# Byss-Calle (musikalbum)
Byss-Calle är ett musikalbum av Nyckelharporkestern, utgivet 2000 av Drone Music. Skivan består enbart av låtar efter den legendariske spelmannen Byss-Calle (1783–1847) från Älvkarleby i norra Uppland.

## Låtlista
Alla låtar är traditionella efter Byss-Calle.
1. "Samlingsmarsch" (Arr: Nyckelharporkestern) – 2:14
2. "Storpolskan" (Arr: Hedin, Hertzberg, Roswall) – 3:36
3. "Olapolskan" (Arr: Eriksson, Hertzberg, Svensson) – 2:32
4. "Vals efter Byss-Calle" (Arr: Johansson) – 3:02
5. "Brostugan" (Arr: Johansson, Hedin) – 4:02
6. "Brudmarsch efter Byss-Calle" (Arr: Svensson, Johansson, Hedin) – 2:14
7. "Fingertarmen" (Arr: Hedin, Svensson, Roswall, Johansson) – 4:36
8. "Bodins C-durpolska" (Arr: Roswall) – 3:49
9. "42:an" (Arr: Hertzberg, Roswall) – 2:33
10. "Guldklimpen" (Arr: Hedin) – 2:27
11. "Byss-Callepolska efter Wesslén" (Arr: Hertzberg, Eriksson, Roswall) – 3:04
12. "Klockstapelvalsen" (Arr: Johansson, Svensson) – 2:44
13. "Storsvarten" (Arr: Eriksson) – 3:00
14. "Västanmadspolskan" (Arr: Nyckelharporkestern) – 3:09
15. "Byss-Calles ridmarsch" (Arr: Hedin, Johansson, Roswall) – 4:11
16. "Byggnan" (Arr: Nyckelharporkestern) – 3:46

Total tid: 48:59

## Nyckelharporkestern
- Henrik Eriksson – nyckelharpa (1, 3, 4, 8, 11, 13, 14, 16)
- Johan Hedin – nyckelharpa (5), silverharpa (10), altnyckelharpa (2), tenornyckelharpa (1, 4, 6, 7, 8, 14-16)
- Ola Hertzberg – nyckelharpa (1, 2, 4, 8, 14, 16), altnyckelharpa (9), moraharpa (3), tenornyckelharpa (11)
- Olov Johansson – nyckelharpa (1, 2, 7, 8, 14), kontrabasharpa (1, 4, 5, 7), tenornyckelharpa (8)
- Niklas Roswall – nyckelharpa (1, 2, 7, 8, 14), kontrabasharpa (9), tenornyckelharpa (4), altnyckelharpa (11, 15, 16)
- Markus Svensson – nyckelharpa (7, 8, 14, 16), kontrabasharpa (1, 3, 4, 6, 12)